# Zanclognatha atrilineella
Zanclognatha atrilineella là một loài bướm đêm thuộc họ Noctuidae. Nó được tìm thấy ở khu vực tây nam của Hoa Kỳ.
Sải cánh dài khoảng 23 mm.